# Bruniaceae
Die Bruniaceae sind eine Pflanzenfamilie in der Ordnung der Bruniales innerhalb der Bedecktsamigen Pflanzen (Magnoliopsida). Diese Familie umfasst etwa zwölf Gattungen mit etwa 75 Arten.

## Verbreitung und Evolution
Die Arten dieser Familie kommen ausschließlich im Florenreich der Kapflora vor, bis auf eine Art nur in den südafrikanischen Provinzen West- und Ostkap, also der Florenregion Kap. Nur die auf der „Msikaba-Sandstein-Formation“ gedeihende Art Raspalia trigyna kommt auch außerhalb dieses Gebietes in einem kleinen Habitat im Süden der Provinz KwaZulu-Natal vor. Diese Arten sind typische Elemente der Fynbos-Vegetation. Einige Arten sind sogar endemisch auf Sandsteingebieten des Tafelberges bei Kapstadt.
Pollenfunde zeigen, dass es sich um eine alte Familie handelt, die es schon im frühen Tertiär und in der späten Kreidezeit gab, also zwischen 65 und 97,5 Millionen Jahren. Die Hauptentwicklungszeit der Familie lag zwischen 18 und 3 Millionen Jahren vor heute, gleichzeitig stellte sich das auch heute in diesem Gebiet vorherrschende mediterrane Klima ein. Der Holztyp der Bruniaceae ist sehr ursprünglich, aber die anderen Merkmale nicht.

## Beschreibung

### Vegetative Merkmale
Die Bruniaceae sind immergrüne, klein- und hartlaubige („heideartige“, „ericoide“) Sträucher, selten sind es Bäume. Die (meist fünfzeilig) wechselständigen, ganzrandigen, parallelnervigen Laubblätter tragen an der Spitze Drüsen. Nebenblätter treten allenfalls in Form von Drüsenhaaren auf.

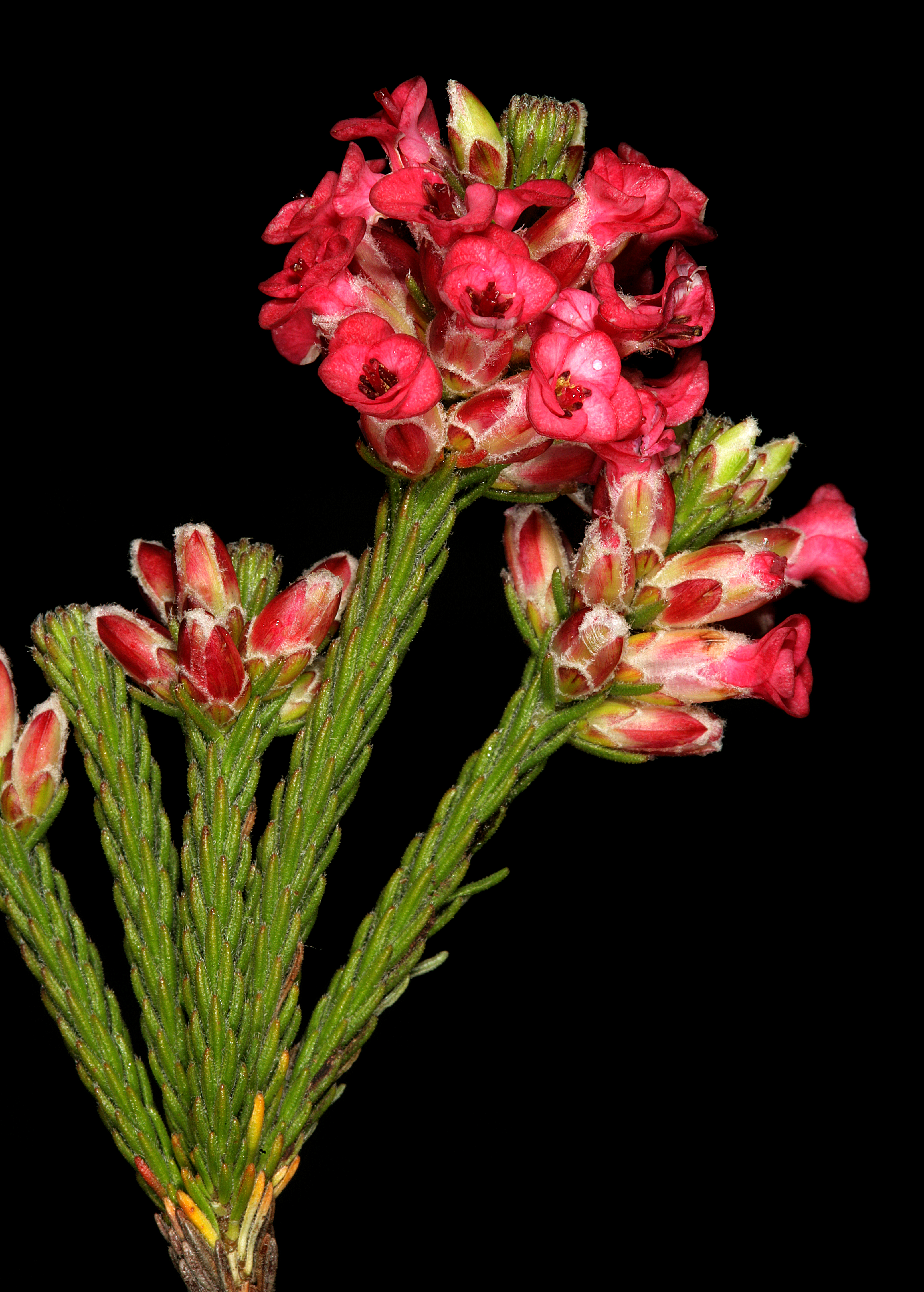
Audouinia capitata

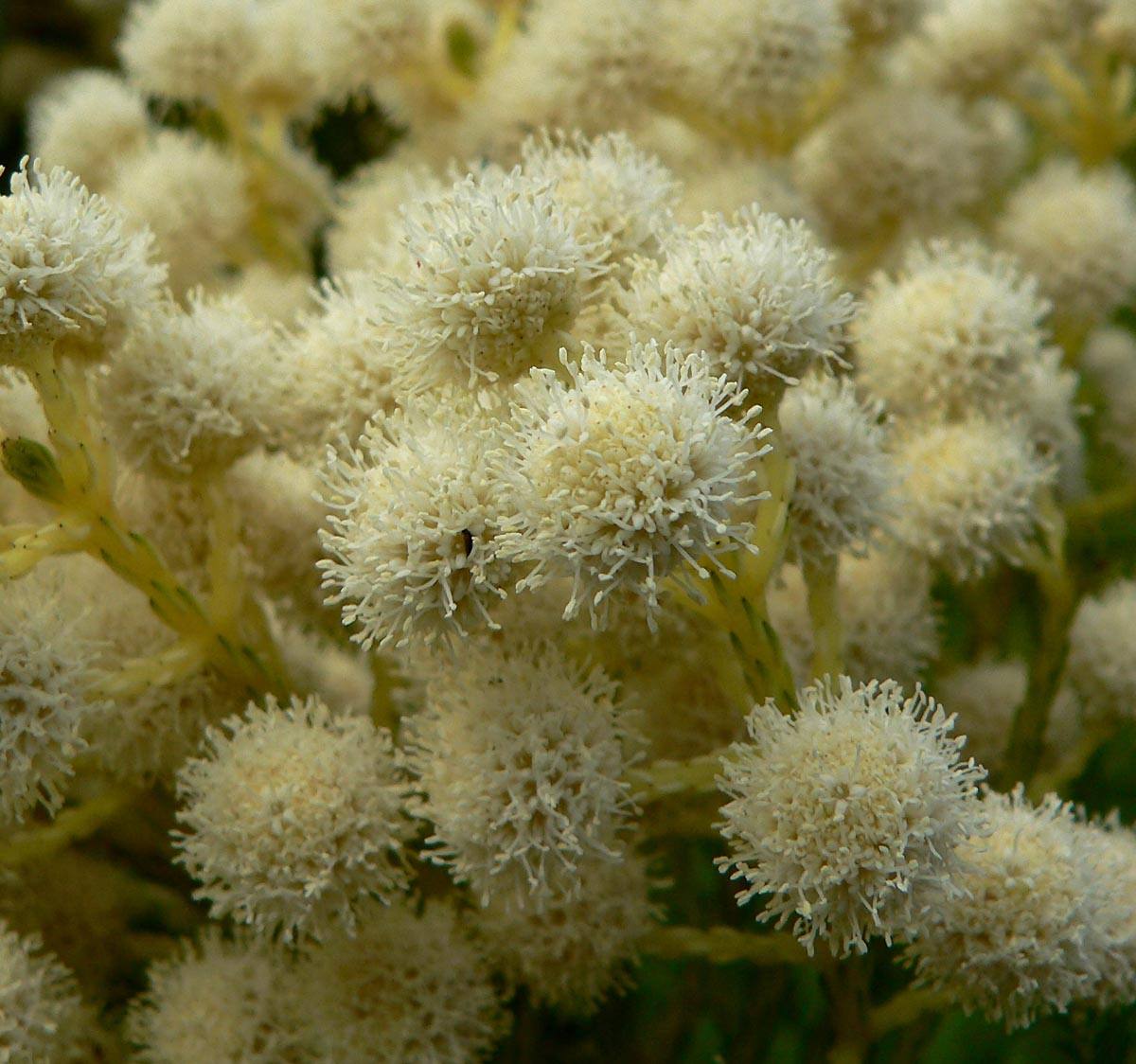
Kopfige Blütenstände von Berzelia lanuginosa

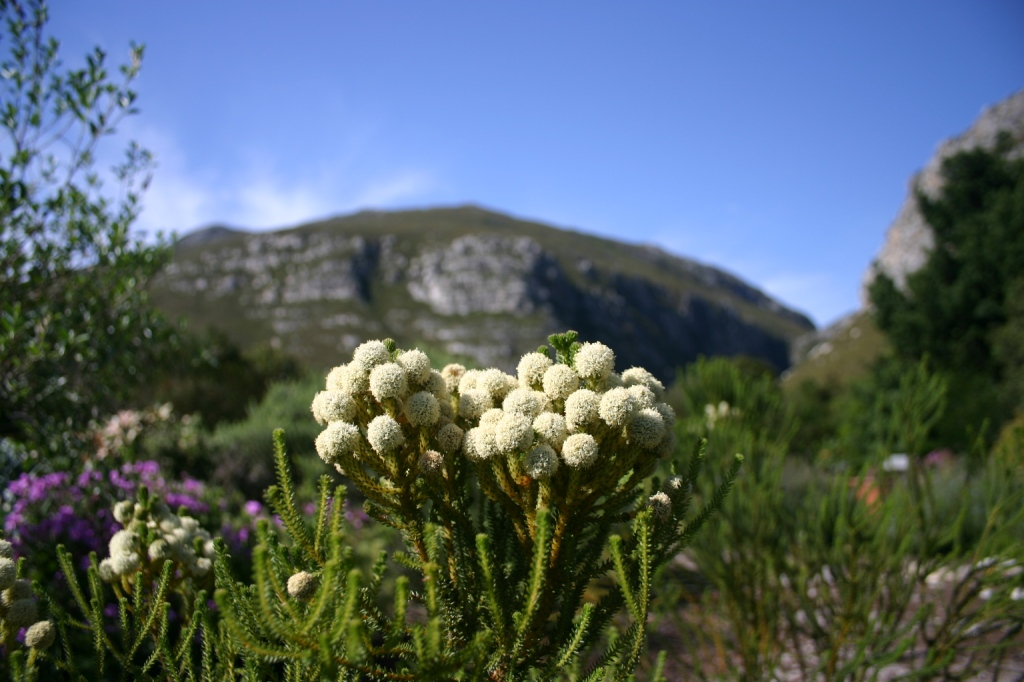
Brunia noduliflora

### Generative Merkmale
Die Blüten stehen selten einzeln, aber meist in ährigen oder kopfigen Blütenständen und sind oft von Hüllblättern umgeben. Die meist kleinen, zwittrigen Blüten sind radiärsymmetrisch und vier- oder fünfzählig. Die Kronblätter sind meist genagelt. Es ist nur ein Kreis mit vier oder fünf pfeilförmigen Staubblättern vorhanden, die häufig mit den Kronblättern verwachsenen sind (außer bei Audouinia). Meist zwei, oder nur bei Audouinia drei, Fruchtblätter sind zu einem, meist unterständigen Fruchtknoten verwachsen, selten ist nur ein Fruchtblatt vorhanden (Berzelia, Mniothamnea).
Es werden Spaltfrüchte (ähnlich Achänen oder einsamigen Nüsse) oder Kapselfrüchte gebildet, an denen der Kelch oft erhalten bleibt. Die sehr kleinen Samen sind oft von einem Arillus umgeben.
Die Chromosomenzahlen betragen n = 10-11 (21, 23).

## Systematik
Die Familie Bruniaceae wurde 1825 von Robert Brown in Augustin Pyrame de Candolle: Prodromus Systematis Naturalis Regni Vegetabilis, 2, S. 43 erstveröffentlicht. Typusgattung ist Brunia Lam., deren botanischer Name den englischen Schiffsarzt Alexander Brown (fl. 1692–1698) ehrt.
Nach APG III und R. C. Winkworth et al. 2008 werden die beiden Familien Bruniaceae und Columelliaceae in die reaktivierte Ordnung Bruniales Dum. gestellt. Die Stellung dieser beiden Familien im System wurde lange diskutiert. Beispielsweise bei Backlund 1996 wurden sie zu den Dipsacales gestellt.
Ein Synonym für Bruniaceae R.Br. ex DC. ist Berzeliaceae Nakai .

### Tribus und Gattungen
Die Familie der Bruniaceae umfasst drei Tribus mit etwa zwölf Gattungen und etwa 75 Arten.
- Tribus Linconieae Quint & Class.-Bockh.: Sie steht im Kladogramm an der Basis. Mit der einzigen Gattung:
  - Linconia L.: Mit etwa 2-3 Arten.
- Tribus Audouinieae: Mit drei Gattungen:
  - Audouinia Brongn.: Mit etwa fünf Arten.
  - Thamnea Sol. ex Brongn.: Mit etwa sieben Arten.
  - Tittmannia Brongn.: Mit etwa vier Arten.
- Tribus Brunieae Quint & Class.-Bockh.: Mit etwa acht Gattungen:
  - Berzelia Brongn.: Mit etwa acht Arten.
  - Brunia Lam.: (manchmal Schneebüsche genannt) Mit etwa 7-37 Arten. Man beachte, dass Linnaeus unter Brunia nodiflora die heutige Widdringtonia nodiflora (L.) Powrie verstand.[6] Brunia nodiflora auct. non L. dagegen wird heute besser als Brunia noduliflora Goldblatt & J. C. Manning bezeichnet.[6]
  - Lonchostoma Wikstr.: Mit etwa fünf Arten.
  - Mniothamnea (Oliv.) Nied. (die bis zu vier Arten werden auch zu Brunia gestellt)
  - Nebelia Neck. ex Sweet: Mit etwa sechs Arten.
  - Pseudobaeckea Nied.: Mit etwa drei Arten.
  - Raspalia Brongn.: Mit etwa elf Arten.
  - Staavia Dahl: Mit etwa neun Arten.

## Nutzung
Brunia albiflora wird als Schnittblume verwendet.